# Sokszínű papagájamandina
A sokszínű papagájamandina vagy tarkafejű papagájamandina (Erythrura coloria) a madarak osztályának a verébalakúak (Passeriformes) rendjébe, ezen belül a díszpintyfélék (Estrildidae) családjába tartozó faj.

## Rendszerezése
A fajt Sidney Dillon Ripley és Dioscoro Rabor írták le 1961-ben.

## Előfordulása
Csak 1960-ban fedezték fel, mivel egyedül a  Fülöp-szigetekhez tartozó Mindanao szigetén lévő Kitanglad-hegyen honos. A természetes élőhelye szubtrópusi és trópusi síkvidéki esőerdők. Állandó, nem vonuló faj.

## Megjelenése
Testhossza 10–10,5 centiméter, testtömege 10-12,7 gramm. A homloka és a fejoldalak kék színűek, a fülén vörös foltot visel. Tollazatának nagy része zöld.

## Életmódja
Kisebb csapatban a talajon keresgéli fű- és bambuszfélék magjait, de rovarokat is fogyaszt.

## Szaporodása
Fészekalja 2-3 tojásból állt, melyen  12-13 napra kotlik. A fiókák 38-40 napos korúkban lesznek önállóak.